# Japanese Extensions
JE (じぇいいー、Japanese Extensions)とは、Slackwareが日本語を扱えなかった時代に日本語環境を追加するパッケージである。真鍋敬士が中心となって開発していた。当時の日本では、JEが標準的に使われていた。

## 概要
1993年当時に一般的な配布パッケージであったSLSへの拡張として真鍋敬士がリリースしたものが発端となる。後に、Slackware向けのパッケージとなり、Red Hat Linuxにもインストール可能となった。CannaやWnn、Mule、日本語TeX、Ghostscriptなど、日本語を扱うためのソフトウェアがコンパイル済みで収録されており、独自のインストーラであるezinstによってインストールすることが可能である。EUC-JPでの使用を前提としている。
0.9.6よりソースコードが一緒に配布されるようになる。0.9.8a開発中にハードディスクがクラッシュし、また開発の負担増などにより、有志が集まり開発はProject-JEに引き継がれた。

## 歴史
- 1993年4月30日 JELという名称でプレリリース[6]
- 1993年5月1日 初版リリース。名称をJEに変更[6]
- 1993年11月10日 0.9リリース[6]
- 1993年11月16日 0.9.1リリース[6]
- 1993年12月15日 0.9.2リリース[6]
- 1994年1月24日 0.9.3リリース[6]
- 1994年4月8日 0.9.5 betaリリース[6]
- 1994年4月17日 0.9.5 beta2リリース[6]
- 1994年6月16日 0.9.5 beta3リリース[6]
- 1994年6月28日 0.9.5リリース[6]
- 1995年6月15日 0.9.6 beta1リリース[6]
- 1995年10月12日 0.9.7 beta0リリース[6]
- 1995年11月6日 0.9.7jリリース[6]
- 1996年3月27日 0.9.7zリリース[6]
- 1996年9月28日 0.9.8aリリース[6]。開発中に開発環境のあったHDDがクラッシュしたため、このバージョンは残っていたパッケージを寄せ集めたものとなった[4]。その後、このことや開発の負担増などにより更新が停滞[5]
- 1997年 後継プロジェクトのProject-JEが開発を開始する[1]。